# Bilibino
Bilibino (in russo Били́бино?) è una città della Russia del Circondario autonomo di Čukotka, nell'Estremo Oriente russo, capoluogo del Bilibinskij rajon. Fino al 1956 la città si chiamava Karal'vejem.

## Posizione geografica
La città si trova nel punto dove il fiume Karal'veem (in russo: Каральвеем) sfocia nel fiume Bol'šoj Kepreveem (in russo: Большой Кепервеем).

## Storia
- 10 febbraio 1956 - la fondazione della località in seguito alla scoperta di un ricco giacimento d'oro. La località è stata chiama in nome del geologo russo Bilibin Jurij Aleksandrovič (19 maggio 1901, Rostov Velikij - 4 maggio 1952, San Pietroburgo)[1]. Nel 1968 nella località è stato inaugurato il monumento di J. A. Bilibin.
- 28 giugno 1993 - la località è diventata una città.

## Società

### Evoluzione demografica
| Anno | Abitanti |
| ---- | -------- |
| 1959 | 635      |
| 1970 | 10 693   |
| 1979 | 12 711   |
| 1989 | 15 558   |
| 2002 | 6 181    |
| 2009 | 5 453    |
| 2018 | 5 292    |

## Economia

### Produzione di energia
Nella città si trova la centrale nucleare Bilibinskaja della RosEnergoAtom la quale è l'unica al mondo costruita sul permafrost e oltre il Circolo polare artico; la potenza della centrale è di 48 megawatt.

### Industria estrattiva
La città è un centro minerario nel bacino del fiume Kolyma, nei suoi pressi si trovano i siti minerari "Bilibino" e Rudnik Karal'veem(a 18 km da Bilibino) dove vengono estratti principalmente l'oro e il rame, il tufo vulcanico. Nella città si trova Bibibinskij GOK dove vengono estratti i metalli preziosi (l'oro, l'argento, il platino) dai giacimenti del distretto cittadino.

#### Rudnik Karal'veem
Il giacimento è stato scoperto nel 1957. Nel 1996 sono cominciati i primi lavori d'estrazione sotterranea d'oro. Nel 2002 nella miniera sono stati estratti 386 kg d'oro.
La miniera è passata sotto il controllo di milionario israeliano di origine russe Lev Leviev e la sua Leviev Group nel febbraio 2005.

## Infrastrutture e trasporti
La località è servita dall'aeroporto di Keperveem situato a 32 km da Bilibino che effettua voli di linea verso Pevek (250 km), Anadyr' (653 km) e Magadan; l'aeroporto è una filiale della compagnia aerea russa Čukotavia.
L'area non dispone di strade utilizzabili tutto l'anno, persino il percorso che conduce all'aeroporto consiste di una strada sterrata.